# Many Stylez
Many Stylez – debiutancka płyta zespołu SOFA. Swoją premierę miała 15 maja 2006 roku nakładem wytwórni Kayax. 
Album zawiera muzykę z pogranicza nurtów: neo-soulu, hip-hopu, funku, r'n'b. Materiał został w całości zaaranżowany i wyprodukowany przez zespół. Gościnnie pojawiają się uznani artyści: O.S.T.R., Bartek Królik (wiolonczela), Marek Piotrowski (instrumenty klawiszowe), Michał Bryndal (perkusjonalia), Łukasz Korybalski (trąbki). 

## Lista utworów
1. "Muzikal High (Introduction)" 2:10  (muzyka: A. Staszewski/ tekst: I. Naumowicz)
2. "Many Stylez" 3:57  (muzyka: B. Staszkiewicz/SOFA, tekst: I. Naumowicz)
3. "Moje życie to" 3:36  (muzyka: T. Organek/SOFA, tekst: T. Organek)
4. "The Life I Chose" 4:18  (muzyka: A. Staszewski/B. Staszkiewicz/K. Kurzawska/T. Organek, tekst: I. Naumowicz)
5. "Wicked Skillz" 4:34  (muzyka: T. Organek/SOFA, tekst: T. Organek/I. Naumowicz)
6. "Where's The Groove?" 4:17  (muzyka: A. Staszewski/B. Staszkiewicz/K. Kurzawska, tekst: I. Naumowicz)
7. "Flow.Reality feat. O.S.T.R." 3:23  (muzyka: R. Markiewicz/K. Kurzawska/T. Organek/B. Staszkiewicz/A. Staszewski, tekst: K. Kurzawska/I. Naumowicz/A. Ostrowski)
8. "Spokój jaki mam" 3:43  (muzyka: A. Staszewski/T. Organek/R. Markiewicz, tekst: T. Organek/I. Naumowicz)
9. "Everythin' In My Soul" 1:43  (muzyka: A. Staszewski/T. Organek/R. Markiewicz, tekst: T. Organek
10. "No Matter" 3:51  (muzyka: A. Staszewski/R. Markiewicz, tekst: T. Organek)
11. "Countryside (skit)" 0:40  (muzyka: T. Organek, tekst: T. Organek)
12. "F.A.Q." 3:56  (muzyka: A. Staszewski/B. Staszkiewicz/K. Kurzawska, tekst: I. Naumowicz)
13. "So Far" 4:43  (muzyka: A. Staszewski/T. Organek/B. Staszkiewicz, tekst: T. Organek)
14. "I.L.Y." 4:16  (muzyka: T. Organek/SOFA, tekst: T. Organek/I. Naumowicz)
15. "What's Goin' On?" 4:55  (muzyka: T. Organek/SOFA, tekst: T. Organek)

## Pozycje na listach
| Lista | Kraj   | Pozycja |
| ----- | ------ | ------- |
| OLiS  | Polska | 46      |